# NGC 7486
NGC 7486 é um asterismo na direção da constelação de Pegasus. O objeto foi descoberto pelo astrônomo Ralph Copeland em 1877, usando um telescópio refletor com abertura de 72 polegadas. 